# Độ cao động
Độ cao động là cách chỉ định chiều cao của điểm trên tham chiếu, trái ngược với độ cao chính hoặc độ cao thông thường.
Độ cao động là thước đo chiều cao thích hợp nhất khi nghiên cứu với mực nước trên một khu vực địa lý rộng lớn và được sử dụng bởi Great Lakes Datum ở Mỹ và Canada.
Độ cao động không đổi nếu một người theo cùng thế năng trọng lực khi chúng di chuyển từ nơi này sang nơi khác. Do sự thay đổi của trọng lực, các bề mặt có sự chênh lệch không đổi về độ cao động có thể gần hoặc xa hơn ở những nơi khác nhau. Độ cao động thường được chọn sao cho 0 tương ứng với Geoid.
Khi cân bằng quang học được thực hiện, đường dẫn tương ứng chặt chẽ với giá trị của độ cao động theo chiều ngang, nhưng không phải là độ cao chính đối với các thay đổi dọc được đo trên thanh cân bằng. Do đó, các hiệu chỉnh nhỏ phải được áp dụng cho các phép đo tại hiện trường để có được chiều cao động hoặc độ cao chính thường được sử dụng trong kỹ thuật. Bảng dữ liệu Khảo sát trắc địa quốc gia Hoa Kỳ  cung cấp cả giá trị động và giá trị chính.
Độ cao động có thể được tính bằng trọng lực bình thường ở vĩ độ 45 độ và số vị trí địa lý.